# Zlaťák (odrůda jablek)
Zlaťák (Malus domestica 'Zlaťák') je ovocný strom, kultivar druhu jabloň domácí z čeledi  růžovitých. Plody středně velké až velké, vhodné i pro konzum. Zraje od poloviny srpna do září, plody nejsou vhodné pro skladování.

## Historie

### Původ
Odrůda byla zaregistrována v roce 2009.  Odrůda je původem z ČR, vznikla zkřížením odrůd 'Red Melba' a 'James Grieve'.

## Vlastnosti
Růst střední až silný. Plodí na krátkých větévkách. Vytváří oválné koruny. Průklest žádoucí, koruna samovolně zahušťuje, letní řez vhodný.

### Plodnost
Plodí středně pozdně, pravidelně, probírka plodů pro nezbytná, jinak jsou plody menší a plodnost střídavá.

## Plod
Plod kuželovitý středně velký až velký. Slupka tlustá, hladká, slabě ojíněná. Základní barva žlutozelená, krycí červená. Dužnina je bělavá, chutná nakysle. 

## Choroby a škůdci
Odrůda je strupovitostí napadána středně, je poškozována padlím.

## Použití
Vhodná k přímému konzumu. Hodí se pro čtvrtkmeny, polokmeny, vysokokmeny. Sklízí se probírkou. Není vhodná pro velkovýrobu.